# Athamas
Athamas var en bøotisk (nogen gange thessalisk) konge i den græske mytologi. Han var søn af Aiolos og herskede over byen Orchomenos. Hans tre ægteskaber gav ham børnene, Helle, Frixos, Learchos og Melikertes med Nefele og Ino . Og fire sønner med Themisto.

## Den Bøotiske historie
I den mest kendte myte herskede Athamas over oldtidsbyen Orchemos. Han var gift med nymfen
Nefele og havde med hende to børn. Da han senere giftede sig med Kadmos' datter Ino, efterstræbte hun af jalousi sine to stedbørn, Helle og Frixos. I hemmelighed overtalte hun kvinderne i byen til at riste sædekornet og fremkaldte hungersnød, fordi kornet ikke kunne spire. Da Athamas sendte bud til oraklet i Delfi for at bede om råd, sørgede hun for at forfalske orakelsvaret, så det krævede Frixos' ofring. Frixos modsatte sig ikke, men inden ofringen sendte Nefele den gylden vædder, hun havde fået af Hermes, til hans undsætning. Vædderen tog Frixos og hans søster Helle på ryggen og fløj bort med dem.
Ino, der nu var sine stedbørn kvit, havde mere familiefølelse for sin nevø Dionysos, som hendes uheldige søster Semele havde fået med Zeus. Efter Semeles død tog Ino den unge gud til sig og passede ham. Hera, Zeus' hustru, der var rasende over at barnet havde overlevet hendes rænker, slog som straf Athamas med vanvid. I sin forvildelse dræbte han sin ældste søn med Ino, Laerchos, med en pil i den tro, at han var en hjort (hos Ovid tror han at sønnen er en løveunge). Ino sprang i havet med den yngste søn Melikertes og druknede.
Athamas måtte efter mordet på sin søn gå i landflygtighed. Han spurgte oraklet i Delfi, hvor han kunne slå sig ned og fik det svar, at han måtte bo, hvor de vilde dyr beværtede ham. Da han kom til Thessalien fandt han nogle knogler efterladt af ulve og slog sig ned her og kaldte landet for Athamantia. Han giftede sig med Themisto.

## Andre udgaver af historien
I en anden tradition var Athamas konge i Thessalien som konge af Alos. Også her indgår menneskeofferet, men denne gang er det Athamas selv, der er ved at blive ofret. Han bliver reddet af Frixos' søn Cytissoros.

## kilder
Historien kendes fra forfatterne
- Apollodoros Bibliotheke
- Ovids Metamorphoses IV, 416 – 542
- Herodot omtaler Athamas i sin redegørelse om Alos. (Historien 197.1)

- Wikimedia Commons har flere filer relateret til Athamas